# Heinzpeter Moecke

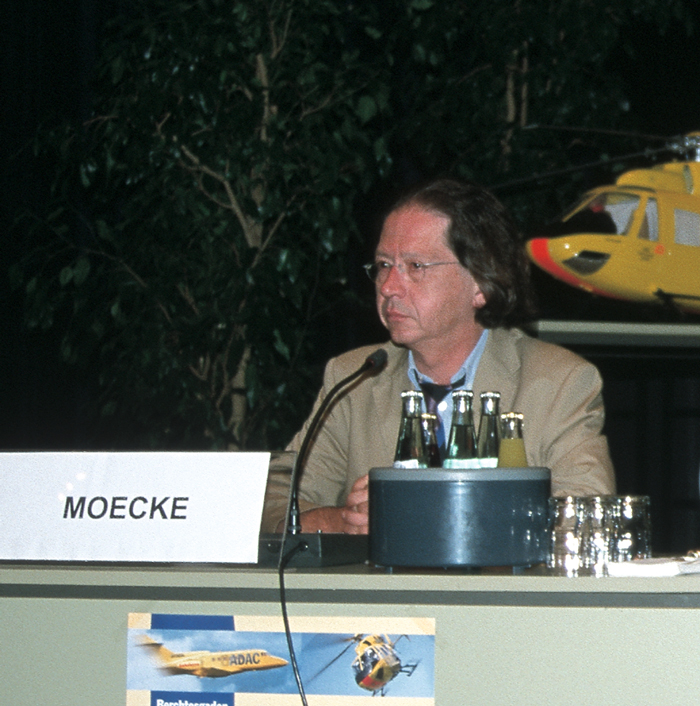
Prof. Heinzpeter Moecke, 2001

Heinzpeter Moecke (* 15. August 1952 in Berlin; † 26. November 2015 in Hamburg) war ein deutscher Notfallmediziner, Klinik-Manager und Publizist. 

## Leben
Moecke wuchs als jüngstes von vier Kindern in Berlin und Bonn auf. Im Jahr 1972 legte er das Abitur am Gymnasium Bonn-Tannenbusch ab. Nach dem Abitur durchlief Moecke von 1973 bis 1975 eine Sanitätsausbildung und Schulung als Ausbilder beim Arbeiter-Samariter-Bund in Hamburg und Köln. In den Jahren 1974 bis 1980 studierte er Medizin an der Medizinischen Fakultät der Universität Hamburg. Neben dem deutschen Staatsexamen legte Moecke 1980 auch das amerikanische medizinische Staatsexamen (ECFMG) ab. 1981 wurde er in Hamburg promoviert. Im Jahr 1984 legte er zusätzlich ein weiteres amerikanisches medizinisches Staatsexamen (Foreign Medical Graduate Examination in the Medical Sciences – FMGEMS) ab. Moecke war seit 1971 SPD-Mitglied.
Moecke war verheiratet und wurde Vater zweier Kinder.

## Publizistisches Wirken
Moecke war Autor mehrerer Bücher, darunter das Praxishandbuch Qualitäts- und Risikomanagement im Rettungsdienst: Planung, Umsetzung, Zertifizierung und Das ZNA-Buch: Konzepte, Methoden und Praxis der Zentralen Notaufnahme. Für das medizinische Standard-Nachschlagewerk Pschyrembel Klinisches Wörterbuch war Moecke seit der Ausgabe 255 (1986) bis zuletzt (Ausgabe 265 / 2014) ununterbrochen als Fachautor für Anästhesiologie, Intensivmedizin, Notfallmedizin und Katastrophenmedizin tätig. Zudem war Moecke Herausgeber der Nachschlagewerke Pschyrembel Kardiologie und Pschyrembel Anästhesiologie.
Die Schwerpunkte seines darüber hinaus mehrere hundert Veröffentlichungen umfassenden Werkes waren Lufttransport von Patienten, Organisation des Rettungssystems, besondere Fragen im Notfalleinsatz, Psychiatrie in der Rettungsmedizin, die Rolle des Leitenden Notarztes, Terroranschläge und Notfallmedizin und die Qualitätssicherung im Rettungsdienst.
Moecke zählte zum Kreis der Herausgeber der deutschsprachigen Publikationen der American Heart Association. Als solcher übersetzte er auch Werke der American Heart Association ins Deutsche.

## Berufliche Stationen
- 2008–2015 Konzernbereichsleiter Medizin & Wissenschaft, Asklepios Kliniken GmbH
- 2007–2015 Leiter der Asklepios Kliniken Zentralbibliothek online
- 2005–2015 Ärztlicher Direktor der Ärzteakademie der Asklepios Kliniken Hamburg GmbH
- 1998–2015 Leiter des Instituts für Notfallmedizin der Asklepios Kliniken Hamburg GmbH (vormals Landesbetrieb Krankenhäuser Hamburg – LBK Hamburg)
- 2002–2008 Ärztlicher Direktor der Asklepios Klinik Nord (vormals Klinikum Nord)
- 2003–2006 Sprecher des Direktoriums der Asklepios Klinik Nord
- 200200000 Stellvertretender Sprecher des Direktoriums des Klinikum Nord (heute Asklepios Klinik Nord)
- 2001–2002 kommissarischer stellvertretender Ärztlicher Direktor des Allgemeinen Krankenhauses Barmbek (heute Asklepios Klinik Barmbek)
- 2001–2002 Zentrumsmanager der Zentrum V des Allgemeinen Krankenhauses Barmbek (Anästhesiologie, Intensivmedizin, Intermediärmedizin, Zentrale Notaufnahme)
- 1998–2002 Leitender Krankenhausarzt der Abteilung für Anästhesie und operative Intensivmedizin des Allgemeinen Krankenhauses Barmbek
- 1994–1998 Leitender Krankenhausarzt der Abteilung für Anästhesie und operative Intensivmedizin des Klinikum Nord - Ochsenzoll
- 1985–1994 Arzt für Anästhesiologie Anästhesieabteilung des Allgemeinen Krankenhauses Altona (heute Asklepios Klinik Altona)

## Ämter und Funktionen
- 2005–2015 Vertreter der Leitenden Angestellten im Aufsichtsrat der Asklepios Kliniken Hamburg GmbH
- 2003–2005 Aufsichtsrat der Bethesda Allgemeines Krankenhaus gGmbH, Hamburg-Bergedorf
- 1999–2002 Prüfer der Ärztekammer Hamburg für Bereichsbezeichnung „Rettungsmedizin“
- 1998–2006 Stellvertretender Vorsitzender Kuratorium „Externe Qualitätssicherung im Rettungsdienst der Feuerwehr Hamburg“ der Behörde für Inneres
- 1997–2002 Prüfer der Ärztekammer Hamburg für „spezielle anästhesiologische Intensivmedizin“
- 1994–2002 Prüfer der Ärztekammer Hamburg für „Anästhesiologie“
- 1992–1994 Landesfeuerwehrarzt in der Einsatzabteilung der Feuerwehr Hamburg
- 1992–1998 Erster Vorsitzender der Arbeitsgemeinschaft in Norddeutschland tätiger Notärzte e.V.
- 1991–2007 Über vier Wahlperioden Mitglied im Ausschuss „Notfall- und Katastrophenmedizin“ der Bundesärztekammer
- 1987–2008 Mitglied der Sektion Rettungswesen der Deutschen Interdisziplinären Vereinigung für Intensiv- und Notfallmedizin (DIVI)
- 1986–2009 Vorstand der Arbeitsgemeinschaft in Norddeutschland tätiger Notärzte (AGNN)
- 1982–1987 Landesarzt des Arbeiter-Samariter-Bundes, Landesverband Hamburg

## Öffentliche Auftritte
Neben Vorträgen und der Organisation eigener Veranstaltungen und Kongresse, wie dem Deutschen Symposium Zentrale Notaufnahme, kam Moecke in Publikumsmedien als Medizin-Experte zu Wort, etwa im Magazin Focus zum Einsatz der Rettungskräfte nach dem Bombenattentat beim Bostoner Marathon, im Nachrichtensender n-tv zu den Rettungsarbeiten nach dem Erdbeben in Japan am 11. März 2011, im Hamburger Abendblatt zu Themen wie Sommerhitze oder Notfallübungen, in BILD zum Fall der Sanitäter, die in Kuala Lumpur den schwerverletzten Motorradrennfahrer Marco Simoncelli fallen ließen, oder zur Rettung und Behandlung des beim Skifahren verunglückten Michael Schumacher.

## Ehrungen
Im Jahr 2011 erhielt er eine Ehrenprofessur der Hochschule für Angewandte Wissenschaften Hamburg.
Am 22. März 2013 wurde ihm das Verdienstkreuz am Bande des Verdienstordens der Bundesrepublik Deutschland verliehen.